# قيود التسوية
يتم إجراء التسويات للحسابات التالية

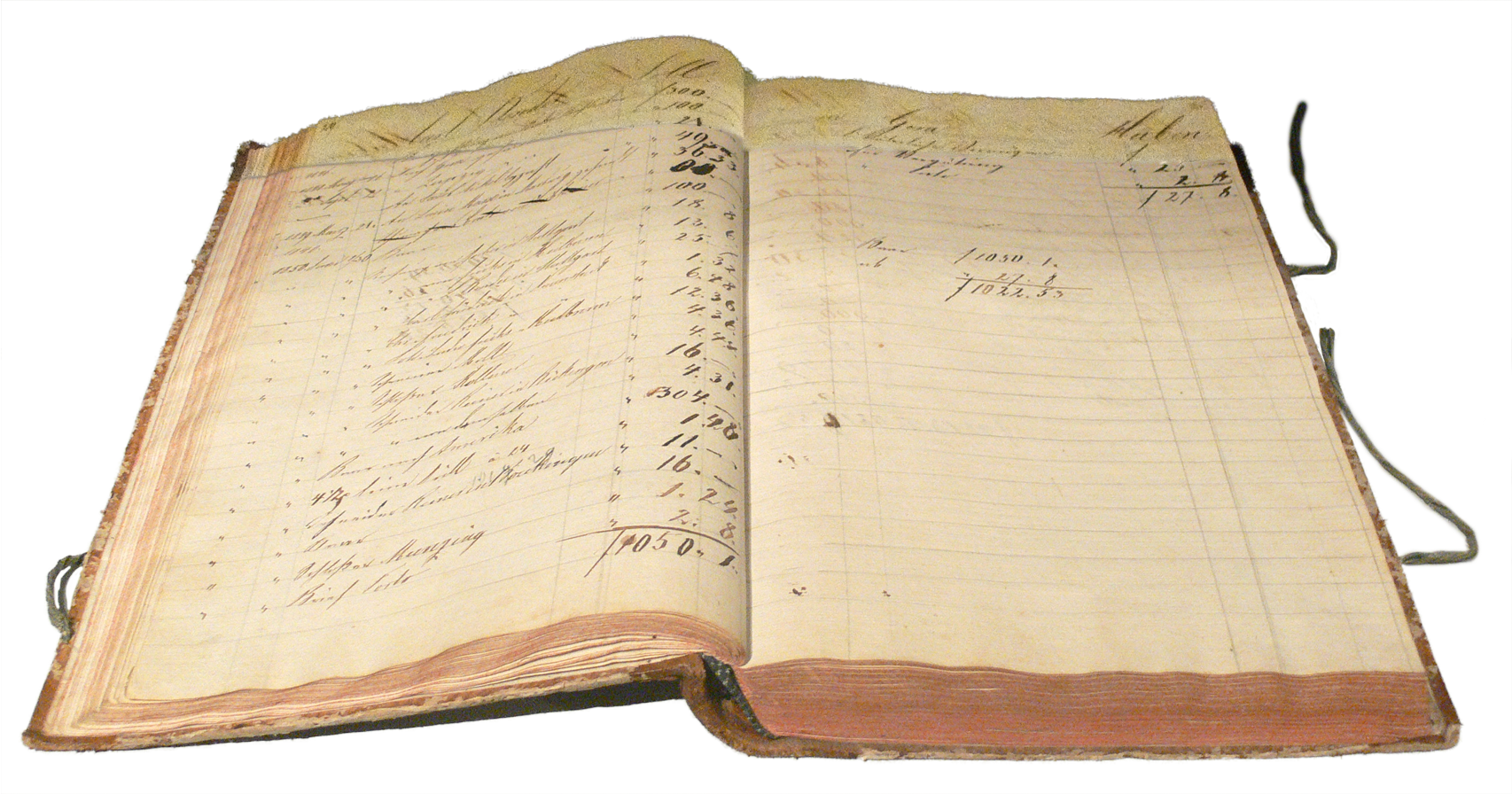

الإيرادات المستحقة والإيرادات المقدمة والمصروفات المستحقة والمصروفات المقدمة
وذلك قبل اعداد القوائم المالية
وايضا هي عبارة عن القيام بإجراءات عملية ومحاسبية ختامية تتم في نهاية الفترة المالية بقصد التحقق من القيمة الصحيحة للحسابات وذلك لمعرفة النتيجة الحقيقية لاعمال المشروع من ربح أو خسارة وبيان مركزه المالي ويمكن تعريفه أيضا على انه حصر اصول والتزامات المنشأة من حيث القيمة والكمية في نهاية كل مدة مالية 
من اهداف التسويات 
1.معرفة ربح المشروع أو خسارته خلال كل فترة مالية بصورة صحيحة ودقيقة 
2.معرفة المركز المالي للمشروع في نهاية كل فترة مالية بصورة صحيحة ودقيقة وحقيقية 
3.التحقق الفعلي من ارصدة الحسابات في ميزانية المراجعة وعمل قيود التسويات الجردية اللازمة والتي بموجبها يتم تعديل الارصدة الظاهرة في ميزان المراجعة

## قيود التسوية
َقيود التسوية (بالأنجليزية:Adjusting Entries)أو (التسويات الجردية) هي قيود يومية وعادة ما تقدم في نهاية الفترة المحاسبية لتخصيص الإيرادات والمصروفات للفترة التي وقعت فيها فعلاً. مبدأ الاعتراف بالإيرادات هو أساس قيود التسوية التي تتعلق بالإيرادات الغير محصلة والإيرادات المستحقة بموجب أساس الإستحقاق، أي أنه يجب تسجيل العملية في الفترة المالية التي تحدث فيها بصرف النظر عن قبض المبلغ أو دفعه. في حين أنه طبقاً للأساس النقدي فإن المنشأة لا تسجل مثل هذه العمليات إلا بعد حصول عملية استلام أو دفع المبلغ المرتبط بالعملية.في بعض الأحيان يسمى يوم الميزانية بيوم التسويات لأن التسويات تكون في هذا اليوم.

## أساس الاستحقاق والأساس النقدي
يستخدم في المحاسبة أساسين هما: أساس الاستحقاق والأساس النقدي. ويقوم أساس الاستحقاق على الاعتراف بحدوث العملية المالية حال تحققها. فعندما تقوم المنشأة بأداء خدمة أو بيع سلعة أو تتحمل مصروفاً فإن العملية المالية تسجل في الدفاتر بغض النظر عن واقعة تحصيل أو دفع المبلغ المرتبط بها. في حين أنه طبقاً للأساس النقدي، فإن المنشأة لا تسجل مثل هذه العمليات إلا بعد حصول عملية استلام أو دفع المبلغ المرتبط بالعملية. ويلاجظ أن أساس الاستحقاق هو المبدأ الأكثر استخداماً في المحاسبة وهو الذي يتلائم مع المباديء المحاسبية المتعارف عليها. في حين أن الأخذ بالأساس النقدي في المحاسبة كثيراً ما يستخدم في المنشآت الفردية الصغيرة وفي المهن الحرة. وعندما يتبع أساس الاستحقاق فإنه عند إعداد قائمة الدخل وقائمة المركز المالي في نهاية الفترة المحاسبية يتطلب الأمر افتراض توقف حياة المنشأة أو نشاطها حتى يمكن قياس نتائج النشاط عن الفترة المنتهية. ويتطلب هذا التوقف المفترض القيام بإجراء قيود تسوية للعمليات المستمرة، بحيث يتم تسوية أرصدة الحسابات لما يجب أن تكون عليه لحظة التوقف المفترض، وذلك تحقيقاً لمبدأ مقابلة الإيرادات المصروفات التي تخص نفس الفترة ومن ثم يمكن قياس نتيجة أعمال المنشأة بصورة سليمة وتحديد مركزها المالي بصورة عادلة.[1]

## أنواع قيود التسوية
- معظم قيود التسوية يمكن ان تصنف على هذا النحو
|           | المصاريف المدفوعة مقدما (بالإنجليزية:Prepayments)(تأجيل -النقديةالمدفوعة أو المستلمةقبل الاستهلاك)       | الاستحقاق (بالإنجليزية: Accrual)-النقديةالمدفوعة أو المستلمةبعدالاستهلاك                                         |
| --------- | --- | --- |
| المصاريف  | المصاريف المدفوعة مسبقا (بالإنجليزية:Prepaid expenses): النفقات التي تدفع نقداوسجلت كأصول قبل استخدامها  | المصروفات مستحقة (بالإنجليزية:Accrued expenses): النفقات المتكبدةولكن لم تدفع نقدا حتى الآن ولم تسجل بعد         |
| الإيرادات | الإيرادات المقدمة (بالإنجليزية: Unearned revenue): الإيرادات المحصلة نقداوسجلت كخصوم قبل أن يتم اكتسابها | الإيرادات المستحقة (بالإنجليزية: Accrued revenues): الإيرادات تحققت ولكن لم تسجل حتى الآن والتي لم تحصل نقدا بعد |

### المصاريف المدفوعة مقدماً
المصاريف المدفوعة مقدماً (بالإنجليزية: Prepayments) هي قيود التسوية للمصاريف المدفوعة مقدما ضرورية لحساب النقدية التي وردت قبل تسليم السلع أوإنجازالخدمات.عندما يتم دفع هذه الاموال، تسجل أول مرة في حساب الأصول حساب الدفع المسبق؛ وهو أن تكون هذه الاموال ما صرفت مع مرور الوقت (مثلا;لإيجاروالتأمين) أو من خلال الاستخدام والاستهلاك (مثلا;الوازم). الشركة تتلقي النقدية للفوائدالى ان يتم تسليمها، فلذلك على الشركة تسجيل المبلغ في حساب الإيرادات المقدمة (خصوم). ثم يتم استخدام قيد التسوية حسب ضرورية الاعتراف بالإيرادات.
مثال افترض ان شركة نشر المجلة تثمن (تسعر) اجر اشتراك سنوي بقيمه 12$ .وان المال مدفوع مقدما في بداية الاشتراك.يتم الاعتراف بالدخل استناداً على طريقة اساس المبيعات (بالإنجليزية:sales basis method) ولذلك تتم الإشارة إلى التقارير الأولية لاستلام رسوم الاشتراك السنوي كـ:
| الـمـبـلـغ | مدين     | دائن                  |
| ---------- | -------- | --------------------- |
| 12$        | من نقدية |                       |
| 12$        |          | إلى إيرادات غير محققة |

تقرير قيد التسوية عن كل شهر بعد التسليم كالآتي:
| الـمـبـلـغ | مدين                                     | دائن                        |
| ---------- | ---------------------------------------- | --------------------------- |
| 1$         | من إيرادات مقدمة (غير محققة) بند ميزانية |                             |
| 1$         |                                          | إلى إيرادات (بند قائمة دخل) |

وبالتالي الإيرادات المقدمة بعد الشهر الأول هو 11$ والإيرادات في قائمه الدخل 1$

### المصروفات المستحقة
المصروفات المستحقة (بالإنجليزية:Accrued Expenses) هي قيمة السلع والخدمات التي استفادت منها المنشأة خلال الفترة المحاسبية الحالية ولم تسدد قيمتها حتى نهاية هذه الفترة كما لم يتم تسجيلها محاسبياً. مثال ذلك الرواتب والأجور عن الفترة أو جزء منها والتي لم تسدد حتى نهاية الفترة فإنها تشكل التزاما على المنشأة للعاملين بها، ويستوجب الأمر إجراء قيد تسوية لإثبات مصروف الأجور وتحميله على الفترة، طالما أنه يخص تلك الفترة، وبالتالي القياس السليم لنتيجة أعمال المنشأة، وكذلك إثبات الالتزام على المنشأة مما يؤدي إلى سلامة إظهار مركزها المالي في نهاية الفترة.
مثال
نفترض في منشأة عبد الله أن الأجور الشهرية تبلغ 9,000 ريال، وعليه فإن الأجور والرواتب السنوية الي تخص الفترة تبلغ 108,000 ريال (12 شهر*9,000 ريال). ولما كانت الأجور والرواتب المدفوعة خلال الفترة والظاهرة في ميزان المراجعة 100,000 ريال فقط، فأن الأجور والرواتب المستحقة تبلغ 8,000 ريال، ولذلك لابد من إجراء قيد التسوية التالي في 1426/12/30
| الـمـبـلـغ | مدين               | دائن                         |
| ---------- | ------------------ | ---------------------------- |
| 8,000      | من الرواتب والأجور |                              |
| 8,000      |                    | إلى الرواتب والأجور المستحقة |

### الإيرادات المقدمة
تمثل الإيرادات المقدمة تلك المبالغ المحصلة مقابل تأدية خدمات أو تقديم سلع في فترات مقبلة. ويتطلب الإعداد السليم للقوائم المالية ضرورة تخصيص تلك الإيرادات على الفترات التي ستؤدي فيها تلك الخدمات.
مثال
منشأة عبد الله قامت بتأجير جزء من مبناها للغير مقابل إيجار شهري وقدره 2,000 ريال وقبضت قيمة الإيجار عن ستة أشهر مقدماً اعتباراً من 1426/10/1هـ، فإنه يتم إثبات القيود الخاصة بهذه العملية على النحو التالي:
| الـمـبـلـغ | مدين       | دائن                            |
| ---------- | ---------- | ------------------------------- |
| 12,000     | من النقدية |                                 |
| 12,000     |            | إلى إيرادات إيجارات محصلة مقدماً |

### الإيرادات المستحقة
الإيرادات المستحقة (بالإنجليزية Accrued Revenue) هي الإيرادات التي تم الاعتراف بها (تم تنفيذ الخدمات أو تم تسليم البضاعة) ولكن لم يتم تسجيلها بعد دفع أموالهم أو تلقيها. عندما يتم التعرف على الإيرادات يتم تسجيلها على أنها مستحقة.
المصروفات المستحقة تمثل المصروفات المستحقة قيمة السلع والخدمات التي استفادت منها المنشأة خلال الفترة المحاسبية الحالية ولم تسدد قيمتها حتى نهاية هذه الفترة مثل (الاجور والرواتب التي لم تسدد حتى نهاية هذه الفترة) فإنها تشكل التزاماً على المنشأة.
الدخل المستحق الدخل الذي حصل ولكن لم يتم استلامه حتى الآن خلال الفترة المحاسبية مثل (الإيجار وفوائد الاستثمارات والعمولات).
مثال
منشأة عبد الله قامت بعمل دعايات وإعلانات تم تأديتها لبعض العملاء قيمتها 10,000 ريال ولم تحصل بعد حتى 1426/12/30 , وبالتالي فإنه لابد من إجراء قيد التسوية على النحو التالي:
| المبلغ | مدين                        | دائن                   |
| ------ | --------------------------- | ---------------------- |
| 10,000 | من إيراد دعاية وإعلان مستحق |                        |
| 10,000 |                             | إلى إيراد دعاية وإعلان |

## التقديرات
التقديرات (بالإنجليزية: Estimates)هي التصنيف الثالث لقيود التسوية يحدث عندما لا يمكن بسهولة تحديد المبلغ المحدد للمصروف على سبيل المثال استهلاك الاصول الثابتة هو مصروف يجب أن يقدر.
ويمكن أيضا أن يصنف قيد مصاريف الديون المعدومة كتقدير

## المخزون
المخزون (بالإنجليزية: Inventory) هو في نظام الجرد الدوري يتم استخدام قيود التسوية لتحديد تكلفة البضاعة المباعة (COGS;Cost Of Goods Sold). ليس من الضروري استخدام هذا القيد في الشركات التي تستخدم نظام الجرد الدائم.